# K팝스타 2 드림 스테이지
《K팝스타 2 드림 스테이지》는 2013년 4월 14일에 SBS에서 방송된 듀엣 음악 경연 프로그램이다. K팝스타 시즌1 참가자와 시즌2 참가자가 한 팀이 되어 경연을 치르게 되며, 이하이&이천원 팀이 우승을 차지했다.